# Rolf Harris
Rolf Harris (Bassendean, Australia, 30 de marzo de 1930-Bray, Reino Unido, 10 de mayo de 2023) fue un animador australiano, cuya carrera transcurrió como cantante, conductor de televisión, actor y pintor.También  era reconocido por ser instrumentista de instrumentos musicales poco usuales: entre ellos el didyeridú y el estilófono, así como creó el suyo propio que llamó wobble board. Harris fue condenado en 2014 por abuso sexual de cuatro menores de edad, lo que significó el fin de su carrera como artista.

## Biografía
Siendo un adolescente, Harris se destacó como campeón de natación. Ello fue el puntapié para su carrera en la televisión, la música y otras artes en la década de 1950, lanzando temas musicales como Tie Me Kangaroo Down, Sport (que logró encontrarse entre las diez más escuchadas de Australia, Reino Unido y Estados Unidos), Jake the Peg, y su versión de Two Little Boys (que fue la canción más escuchada del Reino Unido al momento de su lanzamiento).
Las décadas de 1960 y 1970, lo posicionaron como uno de los más reconocidos conductores de televisión del Reino Unido, siendo el conductor de programas como Rolf's Cartoon Club y Animal Hospital. En 1985 condujo la película educativa Kids Can Say No!, que buscaba concientizar a los niños de entre cinco y ocho años acerca del abuso sexual, cómo escapar de la situación y cómo encontrar ayuda en caso de ser víctima. En el año 2005, Harris pintó por encargo un retrato oficial de la reina Isabel II. Vivió en Bray, Berkshire, Inglaterra, por más de seis décadas.
Luego del escándalo de abusos sexuales de Jimmy Savile salió a la luz en 2012, Harris fue arrestado como parte de la investigación policial titulada «Operación Tejo». Fue indagado a partir de mayo de 2013 al respecto de históricas denuncias de abuso sexual. Harris negó cualquier cargo y fue liberado al poco tiempo sin ninguna imputación. Sin embargo, en agosto de 2013, Harris fue nuevamente arrestado por nueve cargos de violación sexual acaecidos en la década de 1980, cuyas víctimas serían niñas entre 14 y 16 años, así como cuatro cargos de producción de pornografía infantil en el 2012.
En julio de 2014, a la edad de 84 años, Harris fue condenado a 5 años y 9 meses en prisión por cuatro casos de abuso sexual ocurridos entre 1970 y 1980. Le fue otorgada la libertad condicional en 2017, tras haber cumplido parte de su condena en la HM Prison Stafford. Tras su condena, a Harris se le retiraron todos los premios que había recibido, así como cualquier distinción honorífica, asimismo, sus programas de televisión fueron levantados y nunca más retransmitidos. Uno de los cargos, en el que se acusaba a Harris de abusar de una niña de ocho años en Portsmouth, fue revocado en 2017. Harris intentó apelar las otras condenas restantes, sin éxito.